# Sub Templum
„Sub Templum“ ist das 2008 erschienene zweite Album der britischen Drone-Doom-Band Moss.

## Entstehung
Das Album wurde am 26. Mai 2008 auf dem Label Rise Above Records sowohl als CD wie auch auf Vinyl veröffentlicht, rund drei Jahre nach dem Debüt. Produzent war Jus Oborn, Gitarrist und Sänger der britischen Doom-Metal-Band Electric Wizard.
Zu weiten Teilen basiert das Album auf freimaurerischen Motiven, so ist inhaltlich der Begriff Lux E Tenebris, zu Deutsch „Licht aus dem Dunkel“, von Bedeutung gewesen, aber auch in der von einem Tätowierer realisierten Covergestaltung, dem Titel oder dem Songtext zu Subterranean nahm die Band freimaurerische Elemente auf.
Eine Tour zur Veröffentlichung blieb aus, nur auf einer Veranstaltung zum zwanzigsten Jubiläum von Rise Above spielte die Band einige Stücke vom Album.

## Stil
Die Musik des Albums wird meist als Sludge, Drone oder allgemein Doom Metal eingestuft. Das Album komponierte die Band gemeinschaftlich, die Texte verfasste Sänger Olly Pearson. Anders als bei ihrem Debüt Cthonic Rites wurden die Stücke nicht improvisiert, sondern durchkomponiert und vorab ausführlich geprobt. Die Band legte dabei besonderen Wert darauf, strukturierter und songorientierter zu agieren. Als neue Elemente integrierte die Band dabei eine Hammond-Orgel in den Gruppensound, aber auch klaren Gesang. Musikalische Einflüsse verneint die Band, als wichtigen Einfluss nennt sie „Marihuana und Drogen“, in atmosphärischer Hinsicht insbesondere Horrorfilme.

## Rezeption
Die Kritik charakterisierte das Album meist als musikalisch schlicht und hob hierbei insbesondere den Verzicht auf ein Songwriting hervor. Greg Strato von Allmusic beschrieb das Album mit den Worten „the songs don’t follow any structure and simply don’t go anywhere“.
Die Würdigung allerdings war trotzdem auch positiv. Gewürdigt wurde unter anderem die starke atmosphärische Kraft des Albums und auch der extreme musikalische Ansatz wurde gelobt. Wiederholt fand sich sinngemäß das Resümee, dass „man sie entweder abgöttisch lieben oder einfach nur abgrundtief hassen kann“.

## Titelliste
1. Ritus 5:24
2. Subterraen 23:25
3. Dragged To The Roots 9:33
4. Gate III: Devils From The Outer Dark 35:31

## Nachweise
1. 1 2  
Jess Blumensheid: Interview: Moss. Interview: Moss. invisibleoranges.com; abgerufen am 14. Februar 2012.
2. 1 2 3  
Beleg für den Absatz: Roger Batty: Masonic doom. Interview. Musique Machine / Multi-Genre Music Magazine; abgerufen am 13. Februar 2012.
3. 1 2  
Greg Strato: Sub Templum - Katie (sic!) Moss. AllMusic; abgerufen am 14. Februar 2012.
4. ↑  
Moss: Sub Templum (Review/Kritik) – Album-Rezension (Doom Death). musikreviews.de; abgerufen am 14. Februar 2012.
5. ↑  
CD-Review: Moss - Sub Templum. metalnews.de; abgerufen am 14. Februar 2012.
6. ↑  
MOSS: Sub Templum (CD-Review). vampster.com; abgerufen am 14. Februar 2012.